# 김철중 (바둑 기사)
김철중(金哲中, 1955년 11월 18일 ~ 2025년 2월 12일)은 대한민국의 바둑 기사이다.

## 약력
부산 출신으로 1981년 아마국수를 시작으로 네 번의 아마국수와 제1회 KBS바둑큰잔치에 우승하여 아마추어 바둑계의 황제로 불렸다. 1990년에 입단하였다. 1992년 2단으로 승단했으며, 제4회 동양증권배 본선에 진출했다. 1993년 제5회 동양증권배 본선과 제왕전, 명인전 본선에 각각 올랐으며 1994년 명인전 본선에 진출했다. 1995년 제13기 제왕전 본선과 제3회 롯데배 한중대항전 출전했다. 1996년 제36기 최고위전 본선에 올랐다. 2004년 3단을 거쳐 2020년 4단으로 승단했다.